# Fjallabyggð
Fjallabyggð è un comune islandese della regione di Norðurland eystra.
Fjallabyggð, che può tradursi come "insediamento montano", è sorto dall'unione dei comuni soppressi di Ólafsfjörður e Siglufjörður.

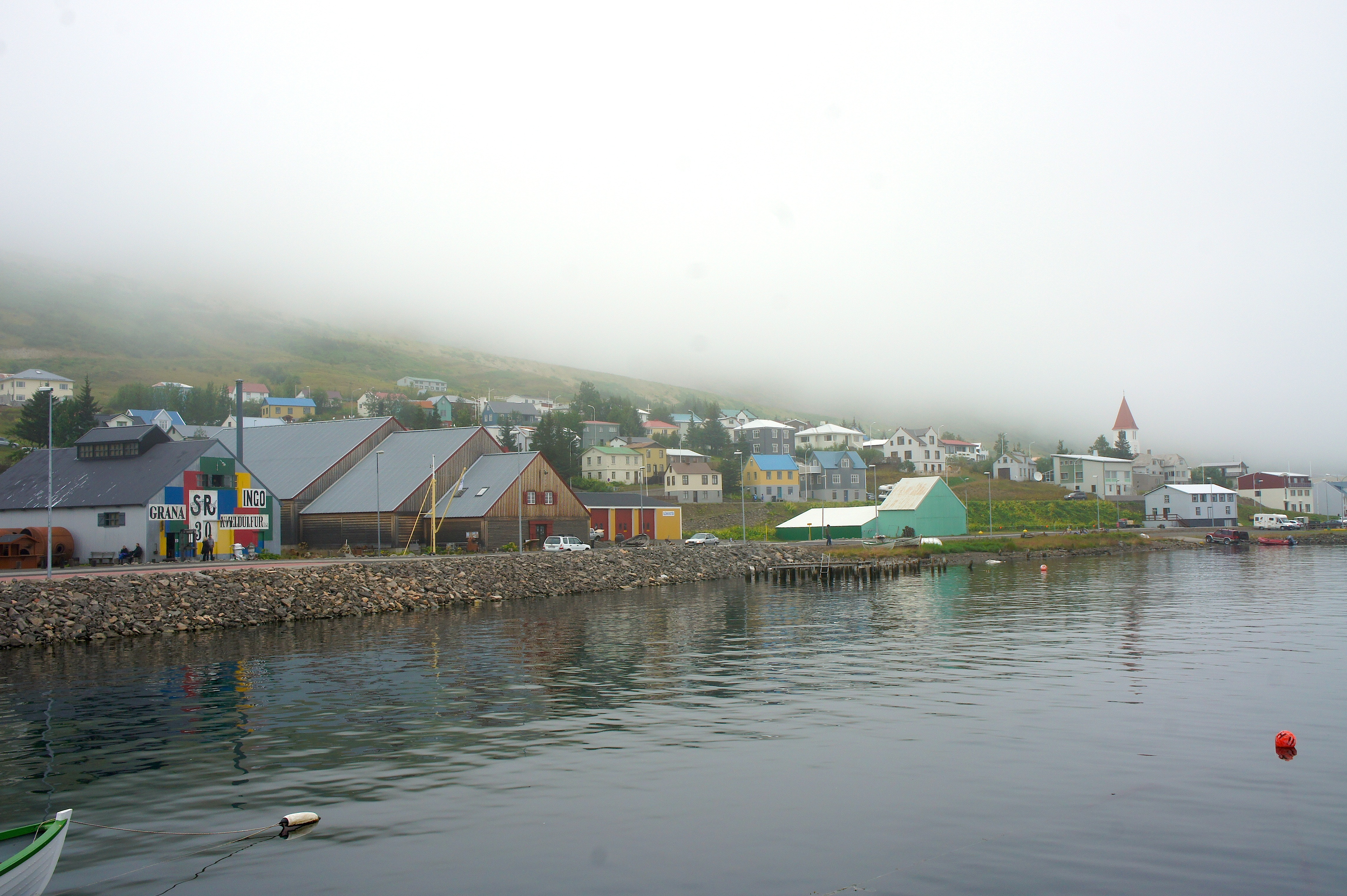
Il lungomare di Siglufjörður nei pressi del porto.

## Geografia antropica
Il comune è fondato dai due villaggi di Ólafsfjörður e Siglufjörður

### Ólafsfjörður
Ólafsfjörður è un villaggio situato nell'omonimo fiordo presso il fiordo Eyjafjörður, nel nordest dell'Islanda.
La pesca è l'attività principale dei suoi abitanti e molti pescatori abitano presso il porto cittadino, tuttavia negli ultimi tempi anche il turismo ha visto un sensibile sviluppo in questa località.
A gennaio 2011, la popolazione non raggiungeva le 900 unità.

### Siglufjörður
Siglufjörður è un villaggio di pescatori situato in fondo all'omonimo e stretto fiordo nelle coste settentrionali islandesi.
Sviluppatosi intorno all'industria della pesca e della lavorazione dell'aringa tra gli anni quaranta e cinquanta del XX secolo, ha subito un duro colpo a seguito della scomparsa di questa specie nella zona. Tuttavia, ancora oggi l'industria ittica è basilare per questa località.
La prima strada percorribile da automezzi che conducesse a Siglufjörður venne realizzata nel 1940, mentre prima di allora ci si poteva arrivare solo via mare, in aereo, oppure a piedi e a cavallo attraverso uno stretto passo di montagna praticabile solo in estate (questo passo esiste ancora, è la strada di montagna più alta d'Islanda ed è utilizzata per escursioni turistiche). Il governo islandese sta tuttora sviluppando le vie di comunicazione della zona per evitarne lo spopolamento: il 2 ottobre 2010 due tunnel stradali di complessivi 11 km sono stati inaugurati per collegare Siglufjörður con il vicino villaggio di Ólafsfjörður e con la regione dell'Eyjafjörður e est. Un tunnel di 800m che collega Siglufjörður con l'ovest era stato completato nel 1967 e per lungo tempo era stato l'unico collegamento del villaggio con il resto del Paese.
Nel gennaio 2011, la popolazione superava di poco i 1 200 abitanti.
Siglufjörður è la location principale della serie tv Netflix "Trapped"